# اینویاشا
اینویاشا (به ژاپنی: 犬夜叉) یک مجموعه مانگای ژاپنی است که توسط رومیکو تاکاهاشی نوشته و طراحی شده‌است. این مجموعه برای اولین بار توسط انتشارات شوگاکوکان از ۱۳ نوامبر ۱۹۹۶ در هفته‌نامه شونن ساندی تا ۱۸ ژوئن ۲۰۰۸ به چاپ می‌رسید، و فصل‌های آن در پنجاه و شش جلد تانکوبون جمع‌آوری شد. بر اساس نسخه مانگا دو مجموعه تلویزیونی انیمه نیز توسط استودیوی سانرایز دستمایه اقتباس قرار گرفت، که اولین فصل آن به تعداد ۱۶۷ قسمت از ۱۶ اکتبر ۲۰۰۰ تا ۱۳ سپتامبر ۲۰۰۴ پخش شد. فصل دوم سری نیز به تعداد ۲۶ قسمت و با عنوان اینویاشا: پرده آخر پنج سال بعد در ۳ اکتبر ۲۰۰۹ شروع به پخش شد و تا ۲۹ مارس ۲۰۱۰ ادامه داشت.
داستان اینویاشا در قرون ۱۵ و ۱۶ در ژاپن اتفاق می‌افتد. بسیاری از موجودات داستان از افسانه‌های باستانی ژاپنی سرچشمه گرفته‌اند. موضوع اصلی داستان مربوط به مبارزه با یوکای به نام ناراکو و دست‌یافتن به خرده‌های شکستهٔ جواهر ۴ روح (shikon no tama) و ماجراهایی که در این میان برای یک دختر ۱۵ ساله در دورهٔ متوسطه (کاگومه)، یک هانیو (اینویاشا)، یک راهب (میرُکو)، یک مبارزه‌گر با دیوها (سانگو) و یک بچه-یوکای که دارای صورت انسان و پاهای روباه می‌باشد (شیپو) بر سر دست‌یافتن به تکه‌های جواهر اتفاق می‌افتد.

## داستان
کاگومه که دانش آموز دورهٔ متوسطه در توکیوی امروزی می‌باشد، در روز تولد ۱۵ سالگی در حالی که با برادرش به دنبال گربه خانگیشان می‌گردند توسط یوکای که دارای صورت یک زن و بدن ۱۰۰۰ پا است به داخل چاهی در معبدی که سال‌ها توسط خانواده‌اش نگهداری می‌شود کشیده شده و سر از ژاپن ۵۰۰ سال پیش درمی‌آورد.
در حالی که از دست یوکایی که به دنبال اوست فرار می‌کند، با اینویاشا که با تیری در سینه به درختی متصل شده روبه‌رو می‌شود. پس از اینکه متوجه می‌شود یوکای به دنبال جواهر در تصاحب اوست، تیری را که در سینهٔ اینویاشاست بیرون می‌کشد و اینویاشا پس از ۵۰ سال آزاد می‌شود.
اینویاشا بعد از اینکه یوکای را نابود می‌کند سعی می‌کند جواهر را از دست کاگومه درآورد. در طی یک جدال، جواهر که از دست کاگومه به زمین افتاده توسط یوکای که به شکل کلاغ است دزدیده می‌شود. کاگومه سعی می‌کند که با تیر کلاغ را بزند اما تیر نه تنها کلاغ را نابود می‌کند، بلکه باعث می‌شود که جواهر به صدها تکه تبدیل و در سراسر منطقه پخش شود. پس از این ماجرا، کاگومه که خود را مقصر اصلی خرد شدن جواهر می‌داند به همراه اینویاشا به دنبال جمع‌آوری تکه‌های جواهر به مناطق مختلف روانه می‌شود. از آنجا که جواهر دارای قدرت‌های خارق‌العاده‌ای می‌باشد بسیاری از یوکای‌ها به دنبال تکه‌های جواهر هستند تا بر قدرت خود بیفزایند.
در طی سفرهایشان به مناطق مختلف ابتدا با شیپو، آشنا می‌شوند. بعد از اینکه اروسوه خاکستر کیکیو را از آرام گاهش می‌دزدد جسم کیکیو را از خاکستر و خاک گورستان درست می‌کند تا تکه‌های جواهر را برایش پیدا کند اما پس از اینکه کیکیو بلند می‌شود در می‌یابد که روحش برنگشته‌است. او متوجه می‌شود که روح کیکیو در بدن کس دیگری می‌باشد. با نزدیک شدن کاگومه و اینویشا کیکیو که روحش در بدن کاگومه می‌باشد از جای برمی‌خیزد و اروسوه سعی می‌کند با تسخیر روح کاگومه کیکیو را زنده کند. کیکیو پس از تسخیر روح کاگومه سعی می‌کند اینویشا را نابود کند و می‌گوید که باعث قتلش اینویشا بوده و او تیر را قبل از مرگ به سینهٔ اینویشا زده. پس از آن روح کاگومه به بدنش بر می‌گردد و کیکیو برای زنده ماندن نیاز به جمع‌آوری روح‌های دیگران دارد. اینویشا که تا به آن هنگام فکر می‌کرده کیکیو به قولی که به اینویشا داده بوده خیانت کرده متعجب می‌شود. اینویشا در آن زمان به کیکیو علاقه‌مند شده بوده و کیکیو به اینویشا قول می‌دهد که با استفاده از جواهر او را به یک انسان تبدیل کند و از آن پس با هم زندگی کنند. ولی در آن روز کیکیو با سر قرار حاضر نمی‌شود و اینویشا که فکر می‌کرده کیکیو به او دروغ گفته، تصمیم می‌گیرد جواهر را بدزدد اما در همین موقع کیکیو که زخمی شده، تیر طلسم شده را به سینهٔ اینویشا می‌زند و می‌میرد.
پس از آن با میرکو که دستش طلسم شده‌است مواجه می‌شوند. میرکو برایشان تعریف می‌کند که چگونه پدربزرگش به ناراکو جنگیده و او هر بار به صورت مختلفی ظاهر شده و چگونه دست پدربزرگ میرکو نفرین شده‌است و این نفرین همه چیز را به داخل دست او می‌کشد و نابود می‌کند و این نفرین نسل به نسل منتقل می‌شود. همین نفرین باعث مرگ پدر و پدر بزرگ میرکو شده و روزی نیز باعث مرگ میرکو خواهد شد. میرکو برای اینکه از نفرین خلاص شود سعی می‌کند که نارکو را نبود کند. اینویشا می‌فهمد که باعث مرگ کیکیو نیز نارکو بوده و از آن پس برای پیدا کردن نارکو، میرکو نیز به آن‌ها می‌پیوندد.
پس از این ماجرا با سانگو، دختری که خانوادهٔ خود را توسط نارکو از دست داده مواجه می‌شوند. نارکو با در دست گرفتن کنترل برادر کوچک سانگو او را وادار می‌کند همهٔ خانواده اش را نابود کند. در این میان تنها سانگو و برادرش زنده می‌مانند. بردار سنگو به شدت زخمی می‌شود و تنها به‌وسیلهٔ تکه جواهری که نارکو در بدن او قرار می‌دهد زنده می‌ماند. نارکو از بردار سانگو برای انجام کارهایش استفاده می‌کند. سانگو در صدد می‌شود که برادرش را نجات دهد و نارکو را نابود سازد. پس از اینکه اینویشا و دیگران این موضوع را می‌فهمند از او می‌خواهند که به آن‌ها بپیوندد.

## ترتیب دیدن فیلم و سریال
اینویاشا: فصل ۱
اینویاشا: فصل ۲
اینویاشا فیلم سینمایی: احساسات لمس در سراسر زمان
اینویاشا: فصل ۳
اینویاشا: فصل ۴
اینویاشا فیلم سینمایی: قلعه فراتر از شیشه
اینویاشا: فصل ۵
اینویاشا فیلم: شمشیرهای یک فرمانروای محترم
اینویاشا: فصل ۶
اینویاشا: تسایگا سیاه (دی وی دی)
اینویاشا فیلم سینمایی: آتش‌سوزی در جزیره عرفانی
اینویاشا فیلم سینمایی: قانون نهایی
یاشاهیمه: پرنسس نیمه دیو